# Elephantomyia (Elephantomyodes) nana
Elephantomyia (Elephantomyodes) nana is een tweevleugelige uit de familie steltmuggen (Limoniidae). De soort komt voor in het Oriëntaals gebied.